# Amanita echinocephala
Espèce
Amanita echinocephala, l'Amanite épineuse, Amanite à verrues, Amanite à squames pointues ou Amanite écailleuse, est une espèce de champignons basidiomycètes du genre Amanita de la famille des Amanitaceae. Elle pousse dans les forêts de feuillus et de conifères, avec une préférence pour les chênes et les sols calcaires.

## Sporophore

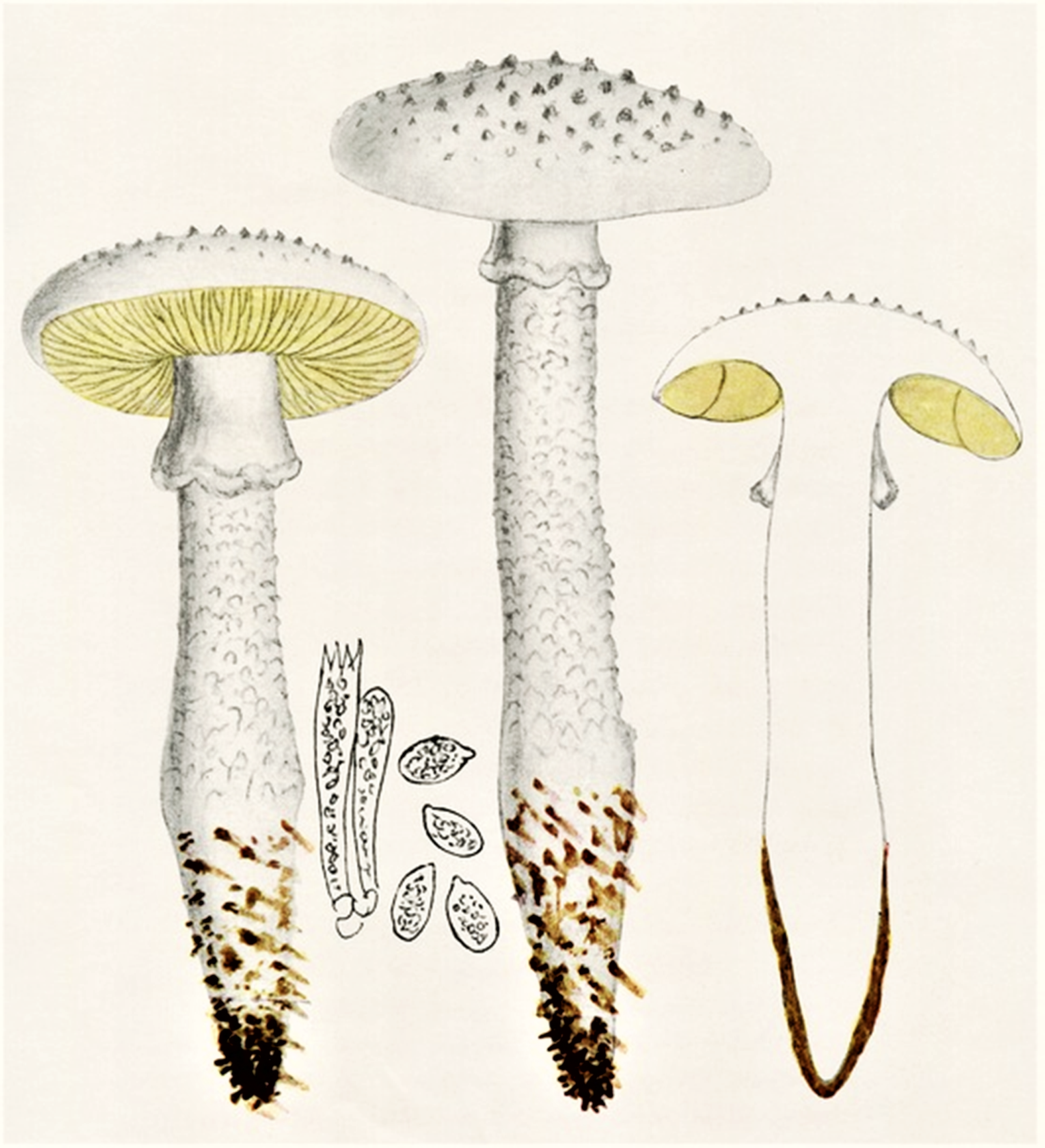
Illustration botanique de Amanita echinocephala.

L'hyménophore est globuleux à l'état jeune, puis s'aplatit au fur et à mesure de l'âge pour s'étaler au stade mature. Mesurant de 6 à 15 ou 20 cm environ, de couleur blanc crème-ivoire, recouvert de verrues pyramidales et pointues de la même couleur. Les lames sont serrées et libres, blanches-grises.
La sporée est elliptique et amyloïde, mesurant 8-11 à 6-8 µm, blanc verdâtre.
Le stipe mesure de 8 à 13 cm de hauteur et de 2,5 à 4,5 cm de largeur, de couleur blanche, pourvu d'un anneau membraneux et ample, à l'aspect crénelé.
L'odeur est vireuse, la saveur douce.

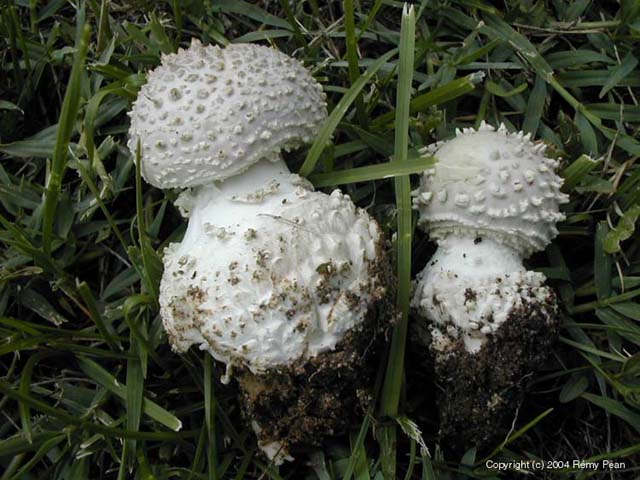
Amanite épineuse au stade jeune.

## Comestibilité
C'est un comestible médiocre, rapporté comme toxique par certains. Les cueilleurs s'aviseront de la récolter à cause du manque d'intérêt gustatif et d'une trop grande confusion possible avec Amanita pantherina.

## Systématique
L'espèce a été initialement classée dans le genre Agaricus sous le basionyme Agaricus echinocephalus, par le mycologue italien Carlo Vittadini en 1835. Elle est déplacée en 1872 par le naturaliste français Lucien Quélet dans le genre Amanita, sous le nom correct Amanita echinocephala,.
Ce taxon porte en français les noms vernaculaires ou normalisés « Amanite à verrues, », « Amanite épineuse,, », « Amanite à squames pointues » ou « Amanite écailleuse ».

### Taxons de rang inférieur
Selon MycoBank (18 juin 2021) :
- Amanita echinocephala subf. bicollariata
- Amanita echinocephala subf. echinocephala
- Amanita echinocephala var. bicollariata
- Amanita echinocephala var. echinocephala
- Amanita echinocephala var. subbeillei
- Amanita echinocephala var. subbieillei

### Synonymes
Amanita echinocephala a pour synonymes :
- Agaricus echinocephalus Vittad.
- Amanita aculeata (Quél.) Bigeard & H.Guill.
- Amanita echinocephala (Vitt.) Quet
- Amanita echinocephala var. bicollariata Boud.
- Amanita echinocephala var. subbeillei (Neville & Poumarat) Traverso, 1999
- Amanita solitaria f. echinocephala (Vittad.) Costantin & L.M.Dufour
- Amanita solitaria var. subbeillei Neville & Poumarat
- Amanita strobiliformis var. aculeata Quél.
- Amanita umbella f. bicollariata (Boud.) E.-J.Gilbert
- Amanita umbella var. echinocephala (Vittad.) Quél.
- Amanita vittadinii var. echinocephala (Vittad.) Veselý
- Armillaria echinocephala (Vittad.) Locq.
- Aspidella echinocephala (Vittad.) E.-J.Gilbert
- Lepidella echinocephala (Vittad.) E.-J.Gilbert
- Lepidella echinocephala f. bicollariata (Boud.) Konrad & Maublanc
- Lepiota echinocephala (Vittad.) Gillet